# Retrato de la señora Guillaume
[[Categoría:Cuadros de {{{3}}}]]
Retrato de la señora Guillaume (Portrait de Madame Paul Guillaume) es un cuadro de Marie Laurencin depositado en el Museo de la Orangerie de París.

## Historia
Juliette Lacaze (1898-1977), nacida al sudeste de Francia, se trasladó a París a finales de la década del 1910. Muy bella y con una fuerte personalidad, empezó a trabajar en un cabaret de Montparnasse donde tuvo sus primeros contactos con la escena artística de vanguardia y, quizás también, con el marchante de arte Paul Guillaume con el cual se casó en 1920 y quien la presentó en la alta sociedad parisiense. Marie Laurencin era una de las artistas asociadas con Paul Guillaume y en aquella época iniciaba su carrera como retratista. Por lo tanto, no es sorprendente que la señora Guillaume le quisiera encargar su retrato pintado como un símbolo de fama y riqueza.
Este retrato de la mujer de Paul Guillaume, publicado en 1929, no ha podido ser datado con certeza. Geneviève Allemand propone "hacia el 1928", año en que la pintora y la modelo realizaron una estancia juntas en Normandía..Para justificar una fecha tardía, la autora apunta elementos como la reaparición de la nariz, ausente de los rostros pintados por Marie Laurencin durante los años 1920-1925, y la técnica, más lisa, que anuncia los retratos posteriores a 1930. Por otro lado, se reencuentran en esta composición los accesorios habituales de la artista -las flores, la cortina, el largo pañuelo-, como también la compañía de un animal misterioso.

## Descripción
Waldemar George, después de entronizar la artista "Infanta de Velázquez", describe este óleo sobre tela de 92 x 73 cm en los siguientes términos:

"Un Retrato de la Señora Guillaume caracterizada de ingenua de la época de la Monarquía Censitaria. Azules, rosas, grises. La mancha negra y opaca de los cabellos lisos y el brillo de los ojos incandescentes rompen la gama diáfana de los tonos pastel. Las hijas de los viejos carlistas, estos supremos defensores de las ideas caballerescas refugiados en América Central, las jóvenes prometidas a los muy nobles caballeros, tenían esta misma manera de llevar la cabeza, estas muñecas finas y la cintura demasiado arqueada de la modelo de la señora Laurencin..."
Marie Laurencin la retrató sentada, pensativa y ligeramente inclinada hacia un lado. Su ademán, su traje y la bufanda de color rosa se hacen eco de la cortina de la derecha de la pintura. Laurencin incluye sus motivos favoritos en el lienzo: un perro gris que se asemeja a una cierva y con las patas cruzadas, un ramo del cual la modelo ha escogido una flor, etc. La artista acentuó el parecido del retrato con la modelo, puesto que, en general, solo pintaba caras estilizadas y similares: la cabeza con los cabellos castaños, la línea marcada de las cejas por encima de los grandes ojos brillantes y la fisionomía son los rasgos físicos característicos de la modelo.